# Комплекс Чеха

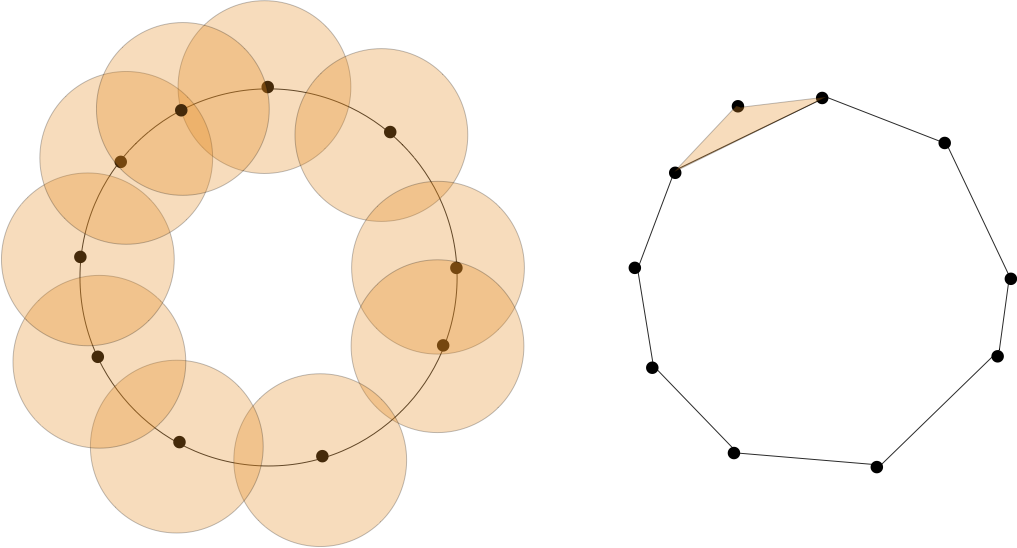
Построение комплекса Чеха множества точек, выбранных на окружности

Комплекс Чеха — абстрактный симплициальный комплекс, построенный по облаку точек в любом метрическом пространстве, предназначенный для получения топологической информации об облаке точек или распределении, при помощи которого выбираются точки. Широко используется в топологическом анализе данных.
Комплекс Чеха строится {\displaystyle {\check {C}}_{\varepsilon }(X)} для данного конечного облака точек {\displaystyle X} и числа {\displaystyle \varepsilon >0} строится следующим образом:
- выбираются элементы множества {\displaystyle X} в качестве набора вершин {\displaystyle {\check {C}}_{\varepsilon }(X)};
- для каждого {\displaystyle \sigma \subset X} пусть {\displaystyle \sigma \in {\check {C}}_{\varepsilon }(X)}, если множество {\displaystyle \varepsilon }-шаров с центрами в {\displaystyle \sigma } имеет непустое пересечение.

Другими словами, комплекс Чеха — это нерв множества {\displaystyle \varepsilon }-шаров с центрами в {\displaystyle X}.
Комплекс Чеха является подкомплексом комплекса Вьеториса — Рипса. В то время как комплекс Чеха вычислительно «дороже» комплекса Вьеториса — Рипса (с точки зрения вычислительной геометрии), поскольку необходимо проверять большее количество пересечений шаров в комплексе, теорема о нерве гарантирует, что комплекс Чеха гомотопически эквивалентен объединению шаров, тогда как комплекс Вьеториса — Рипса таким свойством в общем случае не обладает.